# Клейн, Юджин (филателист)
Ю́джин Клейн (англ. Eugene Klein; 26 июня 1878 — 30 апреля 1944) — американский филателист венгерского происхождения, филателистический дилер и аукционист,  президент Американского филателистического общества с 1935 по 1937 год.

## Вклад в филателию
Клейн работал официальным экспертом Американского филателистического общества в 1911—1931 годах и его международным секретарём в 1928—1935 годах, а также в 1937—1944 годах (до самой своей смерти). Он также занимал пост президента этого общества в 1935—1937 годах. Им написана изданная в 1940 году книга англ. «United States Waterway Packetmarks: Handstamped and Printed Names of Mail-Carrying Steamboats on the United States of America Inland and Coastal Waters, 1832—1899» («Штемпели судов США: рукописные и печатные отметки названий пароходов, перевозивших почту во внутренних и прибрежных водах США в 1832—1899 годов»), которая Американским филателистическим обществом была названа основополагающей работой в области очень популярной темы коллекционирования.
Он был коллекционером марок США, Гельголанда, Болгарии и стран Латинской Америки.
Клейн остался в истории как филателистический дилер, купивший единственный сохранившийся лист 24-центовых «Перевёрнутых Дженни» (редчайших марок авиапочты США 1918 года) у нашедшего его Уильяма Т. Роби.

## Почётные звания и награды
Юджин Клейн удостоился чести быть включённым в Зал славы Американского филателистического общества в 1944 году.